# Midsummer Madness (2007)
Midsummer Madness (Originaltitel: Jāņu Nakts) ist eine romantische Komödie von Alexander Hahn aus dem Jahr 2007.

## Handlung
Midsummer Madness erzählt die Geschichten des Amerikaners Curt, der seine Halbschwester sucht, der fußballfanatischen Feuerwehrmänner Lewis und Mike, die ihre lettischen Kollegen besuchen, des japanischen Kochs Yuki, der die Eltern seiner Freundin kennenlernen soll, Leonids, der das Geschäft seines Lebens machen will, und Livias, einer reichen, kultivierten Dame, die ihren verstorbenen Mann in Litauen beisetzen möchte und nach ihrer Ankunft bemerkt, dass sie sich in Lettland befindet.
Als wäre das noch nicht genug, finden all diese Ereignisse während des lettischen Mittsommerfestes „Jāņu Nakts“ statt. Der Legende nach kann in dieser Nacht jeder, der sich verlieben möchte, nach dem „magischen Farn“ suchen und so seine wahre Liebe finden. Dieser Farn ist auch Dreh- und Angelpunkt der fünf Geschichten des Films.

## Kritiken
„Episodenfilm, der fünf parallel geführte Handlungsfäden um die magische Mittsommernacht im Baltikum entwickelt. Mehr oder weniger skurrile Protagonisten reisen durch Lettland und erleben seltsame Begegnungen. Der Film lebt von absurd-witzigen Dialogen, guten Darstellern, der sorgfältigen Kameraarbeit und dem Reiz der lettischen Umgebung. Eine kurzweilige Komödie, auch wenn ihr ein solides narratives Fundament fehlt.“

„Genauso wirr und skurril wie die schwierige Inhaltsbeschreibung ist auch diese Komödie des aus Riga stammenden Schauspielers, Drehbuchautors und Regisseurs Alexander Hahn, der mittlerweile in Österreich lebt. Zwar konnte er für seinen bunt gestückelten Episodenfilm, der stilisiert, zusammenhanglos und unentschlossen daher kommt, ein prächtiges Darsteller-Ensemble verpflichten, doch alle Figuren sind so dermaßen klischeehaft überzeichnet, dass sie in keiner Weise glaubwürdig wirken. Da hilft auch die beste Schauspielerei nicht viel. Außerdem ist das als Leitmotiv eingesetzte ‚magische Farn‘ mehr als aufgesetzt und hält die sechs Episoden in keiner Weise zusammen. Was in Erinnerung bleibt: die zum Teil wunderbaren Bilder von Kameramann Jerzy Palacz und der eine oder andere gelungene Gag.“